# Tyge Wittrock Böcher
Tyge Wittrock Böcher, född 25 oktober 1909 i Köpenhamn, död 15 mars 1983 i Gentofte, var en dansk botaniker.
Böcher blev assistent vid Landbohøjskolens ärftlighetslaboratorium 1934, vid Köpenhamns universitets växtanatomiska laboratorium 1936, filosofie doktor 1938 och 1946 lektor i växtanatomi vid Köpenhamns universitet. Han deltog i Scoresbysundskommissionens andra östgrönlandsexpedition 1932, företog botaniska resor till Sverige 1934, Färöarna 1935, Sydvästnorge 1938 och Grönland 1946. Böcher ägande sina undersökningar åt Grönlands växtgeografi, de danska ljunghedarna och kalkbackarnas vegetation, åt ekologi och åt cytologi. Bland hans främsta arbeten märks Studies on the vegetation of the East coast of Greenland between Scoresby Sound and Angmagssalik (1933), Udbredelsen af Ericaceae, Vacciniaceae og Empetraceae i Danmark (1937), Biological distributional types in the flora of Greenland (1938), Cytological studies in the genus Ranunculus (1938), Vegetationen paa Randbøl Hede (1941), Studies on the plant-geography of the North-Atlantic heathformation (1940-1943) samt Beiträge zur Pflanzengeographie und Ökologie dänisher Vegetation (1941-1945).
Auktorsnamnet Böcher kan användas för Tyge Wittrock Böcher i samband med ett vetenskapligt namn inom botaniken; se Wikipediaartiklar som länkar till auktorsnamnet.